# 莲花图庙
莲花图庙，位于中国吉林省白城市洮北区德顺蒙古族乡，是一座藏传佛教格鲁派寺院。

## 历史
格鲁派兴盛于清朝。当时，白城地区属扎萨克图王管辖，格鲁派盛行。有的寺庙，格鲁派僧人达到数百人。据史料记载，莲花图庙为“十五旗葛根庙前址”。双塔与莲花图庙应当属于同一时期建筑，时间应当在清朝崇德年间左右。
莲花图庙位于双塔的后面，整个院子长142米，宽140米，总面积达19740平方米。根据调查，原来莲花图庙前除了双塔之外，在庙和塔之间还有4座小塔墓。“民国初年尚有喇嘛僧数十人及庙宇多间”，前后共有两重殿，东、西设有配殿，僧房、山门、钟楼、鼓楼等。上述建筑从中华民国初年之后便不断受损，文化大革命期间被全部破坏，今仅存寺前的双塔。
双塔为吉林省文物保护单位。

## 双塔
双塔原名“保安塔”，位于洮儿河北岸，西距古泰州城遗址1.5公里，北为莲花图庙遗址，东部为新石器时期遗址双塔屯东岗遗址，柏油路从塔旁穿过。
双塔东西分立，相距23.80米，塔高12.03米，每座塔由塔刹、塔身、塔基三部分组成。
塔刹顶部由宝珠、日、仰月、莲瓣伞（又称华盖）组成。华盖底部悬挂着4个铜铃，现在早已遗失。根据调查，西塔的华盖于1979年被盗，东塔的华盖则于1937年遭风雹刮落之后失踪。
塔身分为覆钵形上身和阶梯台座两个部分，塔南面开有券状龛门，龛门内置一扇木扉。覆钵下接雕有梵文的阶梯台座，其中东塔的为圆形三级，西塔为方形四级。台座上的梵文为佛教格言或咒记。
台座下接塔基。塔基由基座、基台组成。基座4角带有方形角柱，两个角柱之中是3颗燃烧着火焰的宝珠。两侧塑一对侍狮，狮后有花朵向两端延伸。基座下为素面基台，并无雕绘。《佛教经典》载，佛教中金刚有五个佛，各有宝座，其中大日如来的宝座为狮子。据此，莲花图庙的僧众应属大日如来一派。